# Metabiantes unicolor
Metabiantes unicolor is een hooiwagen uit de familie Biantidae.